# 말소등기
말소등기(抹消登記)는 이미 기재되어 있는 등기의 말소를 목적으로 하는 등기이다. 기존의 등기에 말소의 원인이 처음부터 존재하는 경우 또는 등기가 유효하게 성립된 후에 등기사항 전부에 관하여 부적법하게 된 경우에 행하여진다.
예를 들면 매매에 기하여 이전 등기가 되어 있을 때 그 매매 자체가 무효인 경우, 목적부동산이 처음부터 존재하지 않았던 경우 등의 무효를 이유로 하는 말소나, 토지·건물을 저당하고 돈을 융통했다가 후에 변제하여 저당권이 소멸한 경우에 권리증을 반환받으려 할 때 저당권 설정자의 협력을 얻어 동시에 말소등기를 신청할 필요가 생기는 변제로 인한 저당권의 소멸시의 말소가 각각 그 예이다.
말소등기는 기존등기의 전부를 소멸시키는 것으로 변경등기와 다르다. 말소등기는 당사자의 신청에 기하여 행하여지는 것이 원칙이며 말소할 때에는 등기면의 기재를 붉은 선으로 말살함과 동시에 '몇 월 며칠, 제 몇 번의 등기말소'라는 새로운 기재를 한다.

##### 판례
- “매도인의 매수인에 대한 배임행위에 가담하여 증여를 받아 이를 원인으로 소유권이전등기를 경료한 수증자에 대하여 매수인은 매도인을 대위하여 위 등기의 말소를 청구할 수는 있으나 직접 청구할 수는 없다는 것은 형식주의 아래서의 등기청구권의 성질에 비추어 당연하다.”[2]

- 무권리자인 원고가 원고의 취득등기 후에 등기명의자들에 대하여 그 말소를 구할 권한이 생길리 없다고 할 것이며, 실질적인 소유자에 대하여 자기의 소유권이전등기말소의무가 있다고 하여서 그 의무이행 때문에 없던 권리가 새로 생겨 그 이후 취득자에 대하여 등기의 말소를 구할 수 없다[3]

- 부동산등기법 제171조에서 말하는 등기상 이해관계 있는 제3자란 말소등기를 함으로써 손해를 입을 우려가 있는 등기상의 권리자로서 그 손해를 입을 우려가 있다는 것이 등기부 기재에 의하여 형식적으로 인정되는 자이고, 그 제3자가 승낙의무를 부담하는지 여부는 그 제3자가 말소등기권리자에 대한 관계에서 그 승낙을 하여야 할 실체법상의 의무가 있는지 여부에 의하여 결정된다[4].

## 같이 보기
- 부동산등기
- 변경등기
- 소유권이전등기
- 진정명의회복을 위한 이전등기